# Gorilla Monsoon
Robert James "Gino" Marella (4. juni 1937 – 6. oktober 1999), bedre kendt under ringnavnet Gorilla Monsoon, var en amerikansk wrestler og kommentator. 
Han fik enorm succes inden for wrestling i 1960'erne og 1970'erne som en fantastisk supersværvægter, og i 1980'erne og starten af 1990'erne blev han kendt som mangeårig kommentator i World Wrestling Federation (WWF). Han fungerede også som WWF's præsident i midten af 1990'erne. I WWF huskes han bedst som kommentator på de første mange udgaver af WrestleMania, samt hans makkerskab med Jesse "The Body" Ventura og senere Bobby "The Brain" Heenan. 
Området backstage lige inden man kommer ud i arenaen under et wrestlingshow kaldes i dag for "Gorilla Position" til ære for den populære wrestlingpersonlighed. Det var i dette område, at Gorilla Monsoon ofte befandt sig under wrestlingshows senere i karrieren. 